# Fuck: Word Taboo and Protecting Our First Amendment Liberties
Fuck: Word Taboo and Protecting Our First Amendment Liberties é um livro de não-ficção do professor de direito Christopher M. Fairman sobre liberdade de expressão, a Primeira Emenda à Constituição dos Estados Unidos, censura e uso do termo fuck na sociedade. O lançamento do livro ocorreu em 2009 pela Sphinx como continuação do artigo "Fuck", após ser escrito pelo autor em 2007 e publicado no periódico Cardozo Law Review. A obra cita estudos de acadêmicos em ciências sociais, psicanálise e linguística. Fairman definiu que a maioria dos usos atuais da palavra tem conotações distintas de seu significado da relação sexual. Além disso, discutiu os esforços do conservadorismo nos Estados Unidos para censurar a palavra da linguagem comum. O autor diz que o precedente jurídico sobre seu uso não é claro por causa de decisões judiciais contraditórias. Fairman argumentou que, uma vez que os cidadãos permitiram que o governo restringisse o uso de palavras específicas, isso levaria a uma invasão da liberdade de pensamento.
Comercialmente, o livro recebeu avaliação positiva da crítica literária. O Library Journal descreveu a obra como uma análise sincera da palavra e sua história de censura; Choice: Current Reviews for Academic Libraries o chamou de estimulante; e o San Diego Law Review disse que era instigante. Um revisor disse que o livro, baseado no artigo publicado em 2007, era um formato para o autor usar, reiteradamente, o termo "fuck", em vez de realmente analisá-lo de uma perspectiva rigorosa. Após o lançamento do livro, Fairman também foi consultado pelos veículos de imprensa CNN e The New York Times, e pela organização não governamental União Americana pelas Liberdades Civis, com intuito de tratar sobre questões relacionadas ao tabu da palavra na sociedade.

## Antecedentes
Christopher M. Fairman formou-se na Universidade do Texas em Austin. O autor deu aulas de história no ensino secundário por nove anos antes de retornar à sua alma mater, onde finalmente recebeu seu diploma de Juris Doctor. Trabalhou como escriturário na Terceira Vara da Suprema Corte do Texas, presidido por J. Woodfin Jones. Posteriormente, foi escriturário da Quinta Vara da Suprema Corte dos Estados Unidos, comandado pelo juiz Fortunato Benavides, além de ter trabalhado no escritório de advocacia de Weil Gotshal em Dallas. Fairman tornou-se professor na Faculdade de Direito Moritz, na Universidade Estadual de Ohio em 2000. Especializou-se em áreas ligadas a liberdade de expressão e tabu de palavras, e ganhou destaque como um especialista no assunto de ética jurídica.
Fairman foi motivado a realizar uma pesquisa sobre o termo "fuck" depois de saber de um homem de Columbus, capital de Ohio, que foi preso por usar a palavra em um e-mail para um juiz em 2004. Fairman atrasou a redação do artigo até que ele recebesse o cargo porque estava preocupado que sua publicação afetaria negativamente sua reputação profissional. No entanto, seus supervisores não tentaram convencê-lo a interromper a pesquisa sobre o tema. O financiamento do governo ajudou a financiar a bolsa de estudos de Fairman.
Seu artigo original de 2006, intitulado Fuck é uma análise do discurso proibido a partir de perspectivas linguísticas e legais. Abrange o uso da palavra em estudos de caso sobre assédio sexual e educação. O artigo tem 74 páginas, e a palavra "fuck" aparece mais de 560 vezes. Segundo o autor Jesse Sheidlower, em seu livro The F-Word, o trabalho de Fairman é o primeiro artigo acadêmico com o título simplesmente de Fuck.
Fairman disponibilizou seu artigo como um documento de trabalho no site da Social Science Research Network em 17 de abril de 2006. Inicialmente, o autor tentou, sem sucesso, publicar o artigo, fornecendo cópias para várias revistas jurídicas dos Estados Unidos. A Kansas Law Review rejeitou seu artigo 25 minutos após o recebimento. Foi publicado pela Cardozo Law Review em 2007. O autor escreveu um artigo de acompanhamento em abril de 2007 intitulado "Fuck and Law Faculty Rankings". Fairman morreu em 22 de julho de 2015. Na época de sua morte, o artigo Fuck, de Fairman, e publicado no periódico Cardozo Law Review em 2007, ainda era classificado entre os vinte trabalhos mais baixados na Social Science Research Network.

## Conteúdo

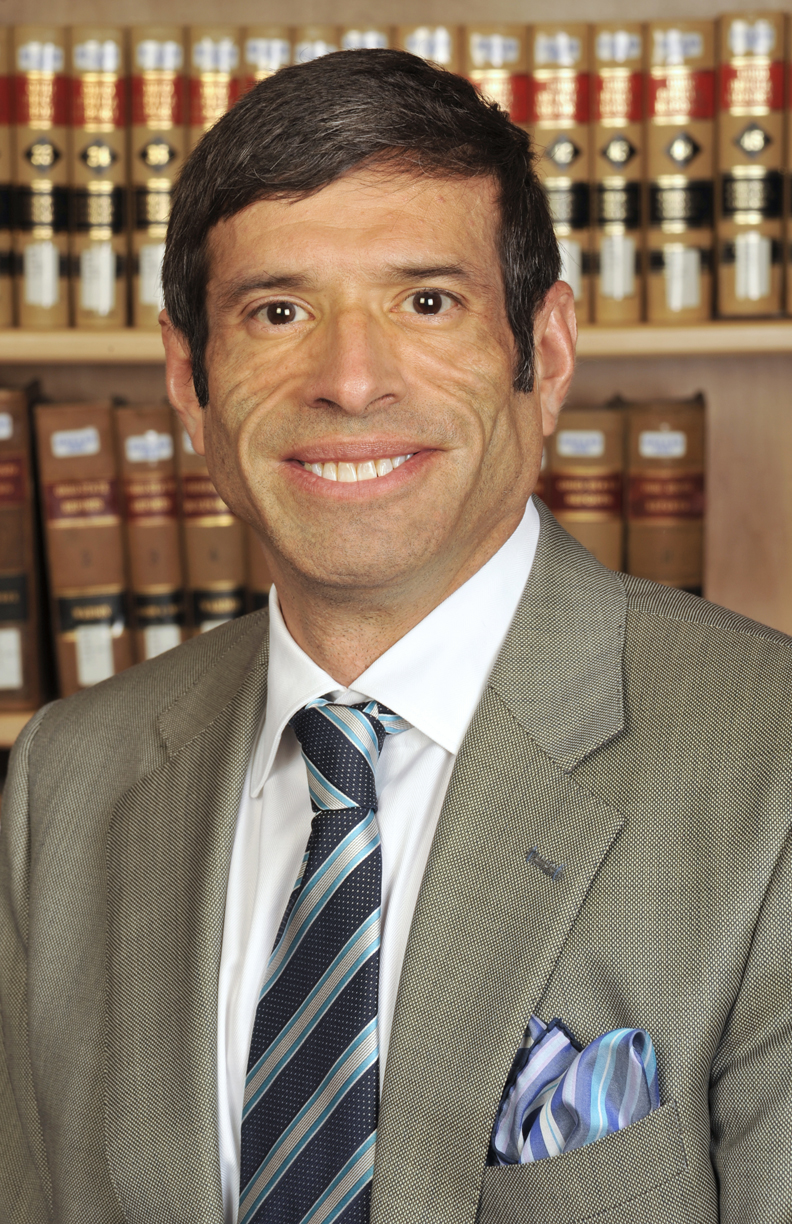
Christopher Fairman, na Moritz College of Law, Universidade Estadual de Ohio (2008)

Fuck cita estudos de acadêmicos em ciências sociais, psicanálise e linguística. Dos dezesseis capítulos do livro, oito usam a palavra "fuck" em seus títulos. O autor discutiu usos da palavra a partir do século XV. Fairman definiu que a maioria dos usos atuais tem conotações distintas de sua denotação de relação sexual, e afirmou que, em vez de ter significado sexual, o uso da palavra é mais comumente associado ao poder.
Fairman observou os esforços do conservadorismo nos Estados Unidos para censurar a palavra da linguagem comum no país, e afirmou que esses atos se opõem à Primeira Emenda Constitucional dos Estados Unidos. Fairman adverte contra a tendência à autocensura. O autor explicou que aqueles que optaram por se calar estimulam tacitamente um processo pelo qual a fala é proibida por meio do processo legal e, por fim, argumentou que essa passividade tem o impacto de aumentar a natureza sobre o tabu da palavra.
Fairman escreveu que o precedente jurídico sobre o uso da palavra não é claro por causa de decisões judiciais contraditórias. O autor apresentou estudos de caso dessas aplicações contraditórias da lei e os usa para analisar as percepções do público em torno da liberdade de expressão. Além disso, também forneceu exemplos de exceções à Primeira Emenda, como discurso destinado a causar atos violentos e discute a maneira pela qual os governos federal e estadual sancionam essas exceções. Fairman traçou paralelos entre a proteção do uso de tabu linguístico pelos comediantes e a capacidade dos indivíduos da sociedade de expressar ideias livremente, argumentando que, se os cidadãos permitiram que o governo restringisse palavras específicas que poderiam ser usadas no discurso, isso levaria a uma invasão da liberdade de pensamento.

## Recepção
Fuck: Word Taboo and Protecting Our First Amendment Liberties foi publicado pela primeira vez em 2009 em brochura pela Sphinx Publishing, e em formato eletrônico para o Amazon Kindle no mesmo ano. O jornal Seattle Post-Intelligencer chamou o livro de Fairman de atraente e divertido. A revista The Horn Book Magazine definiu a obra como um trabalho acadêmico contemplativo que era simultaneamente uma leitura envolvente. Na avaliação de Orly Lobel, que escreveu para a San Diego Law Review, o trabalho de Fairman foi intitulado como uma "análise instigante" sobre como a lei e a Primeira Emenda abordam questões de conotação sexual. Em um artigo de 2011 para a Federal Communications Law Journal, W. Wat Hopkins criticou o artigo de Fairman e o livro, alegando que ambos pareciam ser formatos para o autor usar repetidamente a palavra "fuck", em vez de realmente analisar o assunto de uma perspectiva rigorosa.
Uma resenha do livro na Publishers Weekly chamou-o de uma extensão vibrante de seu artigo, e o descreveu como educativo e assertivo na promoção da liberdade de expressão, particularmente diante da linguagem controversa discutida. Choice: Current Reviews for Academic Libraries revisou "fuck" e o chamou de livro estimulante. A revisão concluiu, "[altamente] recomendado. Todos os níveis de leitores."
O Library Journal definiu o livro como uma análise sincera de "fuck" e sua história de censura. A crítica caracterizou a obra como de qualidade superior a The Compleat Motherfucker: A History of the Mother of all Dirty Words (2009), de Jim Dawson. Ian Crouch, do The New Yorker, elogiou o design da capa do livro. Crouch observou que a palavra "fuck" foi mostrada parcialmente obscurecida pelo , mas ainda estava claramente evidente por completo. O autor concluiu que esta era uma imagem apropriada para um livro sobre liberdade de expressão e tabu linguístico.
Após a publicação do livro, Fairman foi consultado por outros veículos de imprensa como a CNN, para falar sobre questões envolvendo a palavra tabu. A organização não governamental União Americana das Liberdades Civis, de Ohio, convidou Fairman para organizar seu fórum "Word Taboos" em 2010; sua apresentação foi intitulada "Putting the 'F' in Free Speech". Em um artigo de 2012 sobre a palavra "fuck", o jornal The New York Times caracterizou Fairman como o principal acadêmico de Direito nos Estados Unidos sobre a palavra "fuck".